# Малишевский, Сергей Надирович
Серге́й Нади́рович Малише́вский (30 января 1950, Москва — 25 июня 2000, там же) — советский и российский киноактёр, актёр дубляжа.

## Биография
Отец — известный артист театра им. Вахтангова — Надир Михайлович Малишевский, мать — кинорежиссёр дубляжа Клеопатра Сергеевна Альперова.
В 1971 году окончил ВГИК (мастерская Сергея Герасимова и Тамары Макаровой); ещё будучи студентом, работал на дубляже иностранных фильмов. После окончания института в течение шести лет был актёром Театра-студии киноактёра. 
В кино практически не снимался и впоследствии занимался только озвучиванием. Участвовал в дубляже более ста фильмов, переозвучивал Ивара Калныньша в нескольких картинах. Владел французским языком и выступал переводчиком в ряде дублированных фильмов.
В последние годы жизни испытывал финансовые трудности, злоупотреблял алкогольными напитками. Скончался 25 июня 2000 года от инсульта. Похоронен на Лайковском кладбище (Одинцово).
Был женат. Есть дочь Анна (род. 1987), лингвист.

## Творчество

### Фильмография
1. 1970 — Удивительный мальчик — гангстер
2. 1970 — Освобождение (серия «Направление главного удара») — адъютант Ватутина
3. 1971 — Возвращение катера (короткометражный)
4. 1971 — Лето рядового Дедова — лейтенант Крылов
5. 1972 — Стоянка поезда — две минуты — мнимобольной
6. 1974 — Пётр Мартынович и годы большой жизни
7. 1975 — Ярослав Домбровский — офицер
8. 1976 — Красное и чёрное — аббат де Фрилер
9. 1977 — Ночь над Чили — солдат
10. 1981 — Загадка колонии беглецов / Die Kolonie (Германия (ГДР) — Чико
11. 1991 — Шкура — член экспертной комиссии
12. 1991 — Дело Сухово-Кобылина (мини-сериал)

### Дубляж и озвучивание
1. 1962 — Ступени супружеской жизни / Climats — Филипп Марсена (роль Жана-Пьера Марьеля)
2. 1968 — Битва за Рим — Цетег (роль Лоуренса Харви)
3. 1968 — Анжелика и султан — Султан (роль Али Бен Айеда)
4. 1970 — Пейзаж после битвы — Кароль (роль Тадеуша Янчара)
5. 1970 — Локис / Lokis. Rekopis profesora Wittembacha (роль Юзефа Дурьяша)
6. 1970-е — Орфей / Orphée — Орфей (роль Жана Маре) (фильм 1950 г.; перевод на русский язык — в конце 1970-х годов)
7. 1971 — Жил-был полицейский (роль Чарльза Саутвуда)
8. 1971 — Брат мой (СССР, Казахфильм) (роль К. Тастанбекова)
9. 1971 — Маленькая исповедь — Арунас (роль Андрюса Карка)
10. 1972 — Айрик (СССР, Арменфильм) (роль Г. Костаняна)
11. 1972 — Новые центурионы / New Centurions, The — Рой Фехлер
12. 1972 — Помести чудовище на первую полосу / Sbatti il mostro in prima pagina
13. 1972 — Секрет племени Бороро / Akce Bororo
14. 1972 — Приданое княжны Ралу / Zestrea domnitei Ralu (роль Флорина Пьерсика)
15. 1973 — Земля Санникова — вождь (роль Петра Абашеева)
16. 1973 — Бабье лето (Болгария)
17. 1973 — Сказка о громком барабане (мультфильм) — читает текст
18. 1973 — Двое в городе / Deux hommes dans la ville (роль Патрика Лансло)
19. 1974 — Вей, ветерок! — Улдис (роль Гирта Яковлева)
20. 1974 — Убийство в «Восточном экспрессе» — Гектор МакКуин (роль Энтони Перкинса)
21. 1974 — Потоп
22. 1974 — Я вернусь к тебе / Bedur (Египет) — Махмуд (роль Магди Вахбе)
23. 1975 — Соколово
24. 1975 — Ярослав Домбровский — закадровый перевод
25. 1975 — Не упускай из виду — фокусник в поезде
26. 1976 — Об убийстве на первую полосу / Sbatti il mostro in prima pagina — Роведа
27. 1976 — Смерть под парусом — Кристофер Тэрент (роль Гирта Яковлева)
28. 1976 — Невинный (роль Джанкарло Джаннини)
29. 1976 — Псевдоним: Лукач
30. 1977 — Звёздные войны. Эпизод IV: Новая надежда / Star Wars (США)
31. 1977 — Каскадёры / Stunts — Грег Уилсон (роль Гари Дэвиса)
32. 1977—1984 — Огненные дороги — Хамза Хакимзаде Ниязи (роль Ульмаса Алиходжаева)
33. 1977 — Синема — Сосико Чолокашвили (роль Мурмана Джинория)
34. 1978 — Долгая ночь / Dar emtedad shab (Иран) (роль Яхангира Фарухара)
35. 1978 — Конвой — Стейси (роль Томми Буша)
36. 1978 — Честь гайдука / Pintea
37. 1978 — До последней капли крови / Do krwi ostatniej
38. 1978 — Большая Новогодняя ночь — Имант Калниньш (роль Айвара Силиньша)
39. 1978 — Мужские игры на свежем воздухе — Андрей (роль Михаила Барибана)
40. 1979 — Правосудие для всех / …And Justice for All — Артур Кёркленд (роль Аль Пачино)
41. 1979 — Маленькие трагедии — Фауст («Сцена из Фауста»), Дон Карлос («Каменный гость») (роли Ивара Калниньша)
42. 1979 — Инспектор Гулл — Джеральд Крофт (роль Ивара Калныньша)
43. 1979 — Жертва / Az áldozat — киллер (роль Золтана Шаркёзи)
44. 1979 — Допрос (роль Расима Балаева)
45. 1980 — Фантоцци против всех / Fantozzi contro tutti
46. 1980 — Следствие с риском для жизни / L’avvertimento — комиссар Антонио Бареси (роль Джулиано Джемма)
47. 1980 — Карл Маркс. Молодые годы — Карл Маркс (роль Венцислава Кисёва)
48. 1980 — Личной безопасности не гарантирую… — Андрей Болотов (роль Ивара Калныньша)
49. 1980 — Дети без матери / Bin Maa Ke Bachche (Индия)
50. 1980 — Братья Рико — Джино Рико (роль Арниса Лицитиса)
51. 1980 — Абдулла / Abdullah (Индия) — Мохаммед (роль Санджай Кхана)
52. 1981 — Мефисто / Mephisto — Хендрик Хёфген (роль Клауса Марии Брандауэра)
53. 1981 — Подлинная история дамы с камелиями / La storia vera della signora dalle camelie — Александр Дюма-сын (роль Фабрицио Бентивольо)
54. 1981 — Пой, ковбой, пой / Sing, Cowboy, Sing — Джо (роль Дина Рида)
55. 1981 — Сесилия / Cecilia (Куба) — Леонардо (роль Иманоля Ариаса)
56. 1981 — Тысяча уловок (мультфильм, реж. Людмила Саакянц, Арменфильм, СССР) — голос за кадром.
57. 1982 — Любовный недуг / Prem Rog (Индия) — Нарендр, муж Манорамы (роль Виджаендра Гхатге)
58. 1982 — Баллада о доблестном рыцаре Айвенго — король Ричард (роль Ромуалдса Анцанса)
59. 1982 — Красные колокола — Свердлов
60. 1983 — Тайна виллы «Грета» — Ян Плинто (роль Ивара Калныньша)
61. 1983 — Приключения маленького Мука (СССР, Таджикфильм) — судья (роль Тахира Сабирова) / казначей (роль Махмуда Эсамбаева) / ослик
62. 1983 — Сад с призраком — Имант (роль А. Квепса)
63. 1983 — Оборотень Том — Том (роль Г. Цилинского)
64. 1983 —1986 — Анна Павлова — Виктор д’Андре (роль Джеймса Фокса)
65. 1984 — ТАСС уполномочен заявить… — Минаев (роль Ивара Калныньша)
66. 1984 — Медный ангел — Казарес (роль Олега Хабалова)
67. 1984 — Жертва обмана / Hum Rahe Na Hum — Пармэр
68. 1984 — Человек-невидимка — Кемп
69. 1984 — Легенда о любви (СССР, Индия) — Джадру (роль Исамата Эргашева)
70. 1985 — Русь изначальная — Деметрий (роль Владимира Талашко)
71. 1985 — Джинджер и Фред / Ginger e Fred
72. 1985 — Вариант «Зомби» — журналист Хорнеманн (роль Ромуальдаса Раманаускаса)
73. 1985 — Связь через пиццерию / Pizza Connection — Марио А (роль Микеле Плачидо)
74. 1985 — Путешествие пана Кляксы — голос центрального компьютера
75. 1986 — Грог (Италия)
76. 1986 — Капабланка / Capablanca (Куба, СССР)
77. 1986 — Таинственный узник — Михаил Бейдман (роль Георге Грыу)
78. 1987 — Одиночка / Le solitaire — Шнейдер
79. 1987 — Мио, мой Мио (Норвегия, СССР, Швеция) — Като
80. 1987 — Визит к Минотавру — Лорд Канинг, посланник английского короля (роль Аудриса Мечисловаса Хадаравичюса)
81. 1987 — Визит к Минотавру — Джузеппе Страдивари (роль Андрея Дубовского)
82. 1987 — Следопыт — Следопыт (роль Андрейса Жагарса)
83. 1987 — Нью-Дели таймс (1985 г., Индия, в советском и российском прокате под названием «Грязная сделка») — журналист Викас Панде (роль Шаши Капура)
84. 1988 — Остров ржавого генерала — Ржавый Генерал (роль Владимира Балона)
85. 1988 — Без единой улики / Without a Clue (Великобритания) — Шерлок Холмс (роль Майкла Кейна)
86. 1988 — Крокодил Данди 2 / Crocodile Dundee II — Хуан Фернандес — Miguel (в титрах: Juan Fernandez)
87. 1989 — Вход в лабиринт — Александр Николаевич Панафидин (роль Ивара Калныньша)
88. 1990 — Взбесившийся автобус — полковник Орлов (роль Ивара Калныньша)
89. 1990 — Вуазен
90. 1991 — Царь Иван Грозный — царь Иван Грозный / Блаженный (роль Кахи Кавсадзе)
91. 1991 — Чёрный принц Аджуба / Ajooba (СССР, Индия) — Визирь (роль Амриша Пури)
92. 1991 — Человек в зелёном кимоно — Чаро (роль Джамаила Сулейманова)
93. 1992 — Бетховен
94. 1992 — Игры патриотов — лорд Уильям Холмс (роль Джеймса Фокса)
95. 1992 — Запах женщины (1992 год) — подполковник Фрэнк Слэйд (роль Аль Пачино)
96. 1992 — Живые паровозы (документальный) — читает текст
97. 1993 — Отряд «Д» — Улдис Вейспал
98. 1993 — Горячие головы! Часть 2 / Hot Shots! Part Deux
99. 1993—1994 — Пороги времени (сериал) / Time Trax (роли Эдварда Альберта, Рэя Буматаи)
100. 1994 — Империя пиратов (роль Арниса Лицитиса)
101. 1994 — Как справиться с отцом / Getting Even with Dad
102. 1995 — Джуманджи / Jumanji (роль Джонатана Хайда)
103. 1995 — Внезапная смерть / Sudden Death (роль Дориана Хэрвуда)
104. 1995—1996 — Человек ниоткуда (сериал, 18 серия) — Александр (роль Робина Сакса)
105. 1997 — Колония — Джек Квин (роль Жана-Клода Ван Дамма)
106. 1997 — Парк Юрского периода: Затерянный мир (роль Робина Сакса)
107. 1997 — Анаконда / Anaconda — Уоррен Уэстридж
108. 1999 — Онегин — дипломат на балу (роль Ричарда Бреммера)
109. 1999 — Вирус — капитан Норфолка (роль Дэвида Эггби)

Кроме того, читал титры (закадровый голос) к недублированным фильмам: «Анжелика в гневе», «Чудовище», «Конвоиры», «Отпетые мошенники», «Честь семьи Прицци», «Горячие головы», фильм Карло Лидзани «Фонтамара», «Нимфа», «Зелёное запястье» и др.